# Juan Gabriel con Banda... El Recodo!!!
Juan Gabriel con Banda... El Recodo!!! es el vigesimoquinto álbum de estudio del cantautor mexicano Juan Gabriel en colaboración con la Banda El Recodo, lanzado al mercado por RCA Records el 8 de diciembre de 1998.

## Lista de canciones[2]
| N.º | Título | Duración |  |
| 1.  | «El Sinaloense» | 3:09     |  |
| 2.  | «¿Te Acuerdas? Popurrí: Te Dedico Esta Canción/ Costumbres/ La Más Querida/ No Me Vuelvo a Enamorar/ Fue Un Placer Conocerte/ He Venido a Pedirte Perdón» | 5:54     |  |
| 3.  | «Me Gustas Mucho» | 2:32     |  |
| 4.  | «Huérfano Soy» | 2:51     |  |
| 5.  | «Ahora Con La Banda Popurrí...: Te Voy Olvidar/ Ya Para Que/ La Farsante»                                                                                 | 5:02     |  |
| 6.  | «Adorable Mentirosa» | 2:39     |  |
| 7.  | «Infidelidad» | 3:07     |  |
| 8.  | «Adiós al Amigo» | 2:49     |  |
| 9.  | «Don Germán Lizárraga» | 0:12     |  |
| 10. | «Te Doy las Gracias» | 2:19     |  |
| 11. | «Ya Me Voy» | 2:19     |  |